# Orthemis cultriformis
Orthemis cultriformis är en trollsländeart som beskrevs av Philip Powell Calvert 1899. Orthemis cultriformis ingår i släktet Orthemis och familjen segeltrollsländor. Inga underarter finns listade i Catalogue of Life.